# The Very Best of Prince
The Very Best Of Prince is een Best of-verzamelalbum van Prince, uitgebracht in 2001. Het album bevat Prince' meest commercieel succesvolle singles.
De cover van het album is bij fans een punt van geschil. Het bestaat uit 9 foto's in een vierkante vorm, maar de selectie van foto's is vreemd en vertegenwoordigt niet echt de nummers die op het album staan. Twee van de negen foto's zijn afkomstig van albums waar geen nummer van op het verzamelalbum staat (onder andere het album Dirty Mind). Zes van de foto's zijn afkomstig van Parade en Graffiti Bridge. Van deze twee albums staat maar van beide één nummer op het verzamelalbum.
Wat ook door sommigen als een teleurstelling werd ervaren, was dat de collectie niet het nummer Batdance bevat. Dit komt waarschijnlijk door de licentie die op het karakter "Batman" staat.

## Nummers
| 01. | I Wanna Be Your Lover      | 2:58 |
| 02. | 1999                       | 3:37 |
| 03. | Little Red Corvette        | 4:56 |
| 04. | When Doves Cry             | 3:47 |
| 05. | Let's Go Crazy             | 4:46 |
| 06. | Purple Rain                | 8:40 |
| 07. | I Would Die 4 U            | 2:56 |
| 08. | Raspberry Beret            | 3:32 |
| 09. | Kiss                       | 3:46 |
| 10. | Sign “☮” the Times         | 3:42 |
| 11. | U Got The Look             | 3:47 |
| 12. | Alphabet St.               | 5:38 |
| 13. | Thieves In The Temple      | 3:21 |
| 14. | Gett Off                   | 4:31 |
| 15. | Cream                      | 4:13 |
| 16. | Diamonds and Pearls        | 4:19 |
| 17. | Money Don't Matter 2 Night | 4:47 |